# 刘国梁

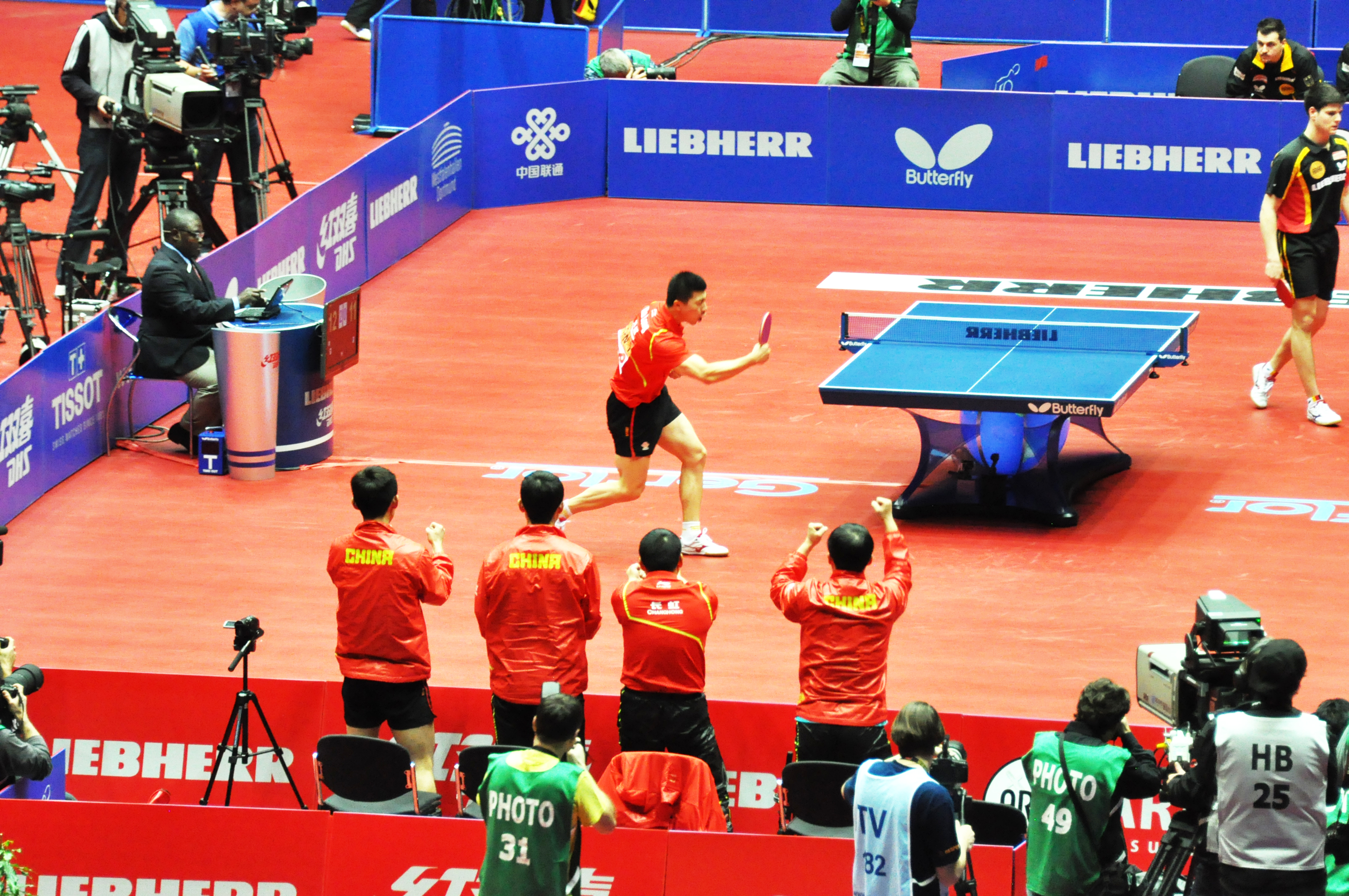
2012年世界乒乓球团体锦标赛中刘国梁（中国队选手席左三）与中国队其他成员在庆祝得分（对抗德国队迪米特里·奥恰洛夫）

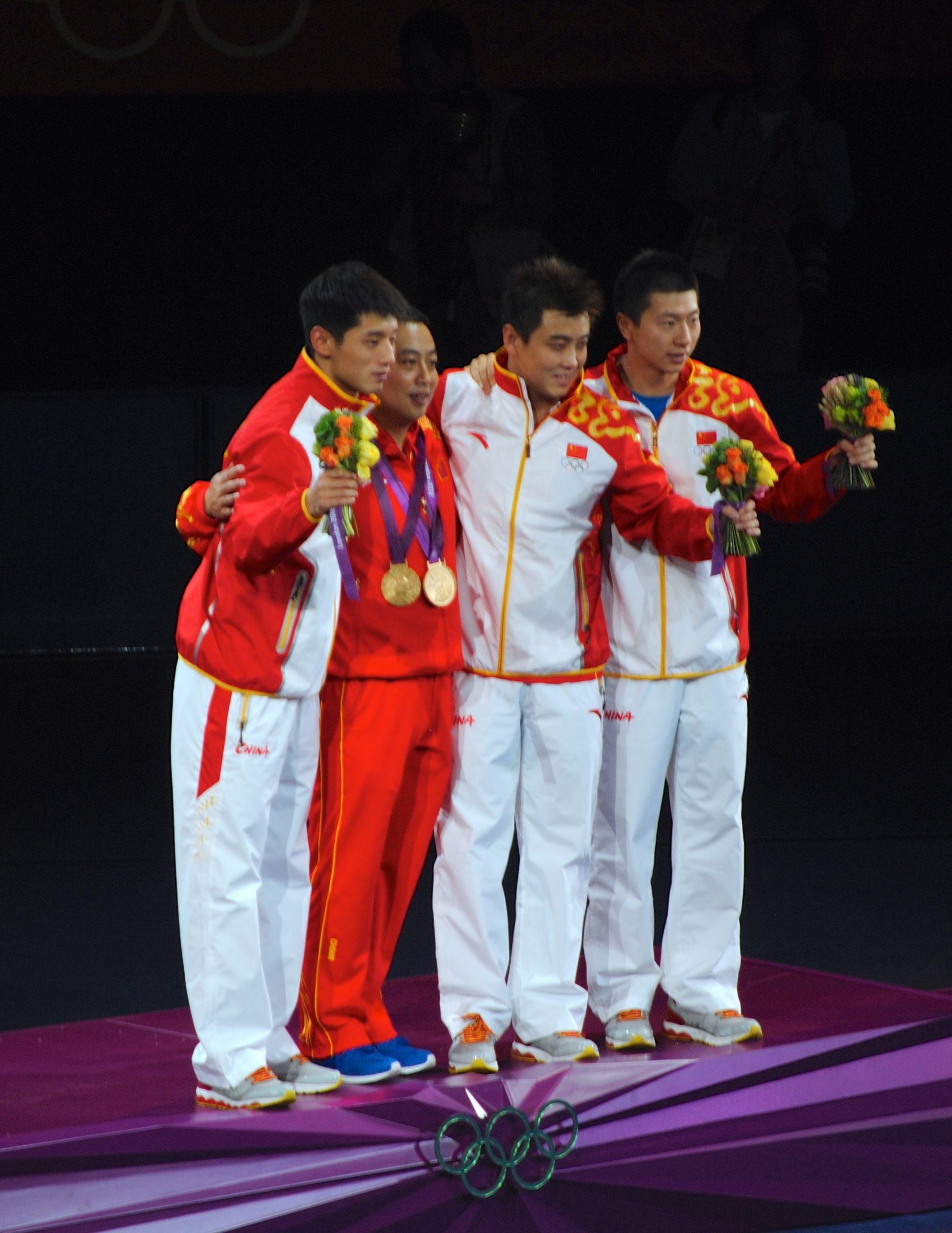
2012年夏季奥林匹克运动会乒乓球比赛－男子团体冠军张继科、王皓、马龙与刘国梁教练合影

刘国梁（1976年1月10日—），河南新乡人，中国男子乒乓球运动员、教练，2005年入选国际乒联名人堂。曾任中国国家乒乓球队总教练以及中国乒乓球协会主席。现任世界乒乓球职业大联盟理事会主席。
刘国梁是右手直拍两面近台快攻型选手，中国第一位世乒赛、世界杯和奥运会男單“大满贯”得主，多次获得单打冠军并和孔令辉一起获得双打冠军。刘国梁是第一位在正式比赛中采取直拍横打技术并取得成功的乒乓球手。刘国梁所属俱乐部为八一体工大队乒乓球队，服役期间最高获中国人民解放军大校军衔。

## 生平

### 球员生涯
1989年，入选国家青年队。1991年，破格入选国家乒乓球队。
1995年，获第43届世乒赛男子团体冠军、男子单打亚军、男子双打第三名，世界杯男子单打第三名。
1996年，获第26届奥运会男子单打、男子双打双冠军；第17届世界杯男子单打冠军。1997年，获第44届世乒赛男子团体、混合双打、男子双打三冠军。1997年7月1日，在人民大会堂宣誓加入中国共产党。1998年，获世界杯男子单打第四名。1999年，获第45届世乒赛男子单打、男子双打冠军。
2000年，获第45届世乒赛男子团体亚军，第27届奥运会男子单打第三名、男子双打亚军；2001年，获第46届世乒赛男子团体冠军，男子双打亚军。

### 教练生涯
2002年，宣布退役并担任中国乒乓球队教练。2003年：出任中国国家乒乓球队男队主教练。2004年，率领中国男子乒乓球队获得第47届世乒赛男子团体冠军;
2008年，率领中国男子乒乓球队（马琳、王皓、王励勤）获得第29届奥运会团体冠军。
2009年毕业于上海交通大学安泰经管学院取得学士学位。
2011年1月，刘国梁被授予大校军衔。2014年又取得上海交大硕士学位。
2012年，率领中国男子乒乓球队（王皓、张继科、马龙）获得第30届奥运会团体冠军。
2013年，继续就任中国男子乒乓球队主教练同时，兼任中国乒乓球队总教练，成为继蔡振华之后的中国队第五位总教练。
2016年，率领中国男子乒乓球队（张继科、马龙、许昕）获得第31届奥运会团体冠军。
2021年，率领中国男子乒乓球队（马龙、许昕、樊振東）获得第32届奥运会团体冠军。

### 暂离乒坛
2017年4月起不再兼任中国国家乒乓球队男队主教练。6月时由于乒乓球队内的架构变更，不再设立总教练和主教练，刘国梁被任命为中國乒乓球協會副主席。刘国梁在任命乒协副主席后，引起了球迷和球员的不满，导致在中国乒乓球公开赛比赛的国乒三名队员集体退赛。随后体育总局表示将严肃处理此事。6月27日，刘国梁通过其个人微博公开道歉。之后刘国梁暂时远离乒坛。
2017年11月6日，刘国梁同王楠夫妇一起下海经商，一起斥资500亿打造体育产业特色小镇。刘国梁签约地产合作商雅居乐成为体育产业首席顾问官，并在威海体育小镇项目中担任总设计。

### 管理生涯
2018年9月27日，中國乒乓球協會代表大会常务委员会决定，刘国梁出任乒协换届筹备小组组长，全面主持乒协工作，标志着刘国梁正式复出。
2018年12月1日，中國乒乓球協會举行换届选举，刘国梁全票当选第九届乒协主席。
2020年6月29日，世界乒乓球职业大联盟（WTT）宣布，刘国梁担任该组织新一届理事会主席。
2023年4月6日，刘国梁再次当选为第十届中国乒协主席；2025年4月23日辞职，由王励勤接任。

## 个人生活
2002年，刘国梁被保送至上海交通大学安泰经济与管理学院人力资源管理专业，经过6年的学习本科毕业，毕业论文为《中国乒乓球队的管理体系》，随后继续在该院攻读硕士研究生学位。
他妻子是乒乓球运动员王瑾，两人在2006年结婚。2010年5月老婆生下一对双胞胎女儿取名刘宇彤和刘宇婕。2018年7月，刘宇婕夺得在拉斯维加斯举办的世界之星青少年高尔夫锦标赛女子组8岁及8岁以下组别的冠军，这是她自己获得的第一个世界冠军。
刘国梁之兄刘国栋也是乒乓球运动员，曾任新加坡、印尼乒乓球隊主教练，現任香港乒乓球隊男隊主教練。